# بيتانا
بيتانا كان ملكاً من ملوك الحيثيين في العصر البرونزي، أي حوالي القرن الثامن عشر قبل الميلاد؛ وكان مركز حكمه في مدينة كوشارا في الأناضول، والمندثرة حالياً.
استولى بيتانا على مدينة كانيش، والتي كانت مركزاً تجارياً مهماً للآشوريين.